# Sireți, Strășeni
Sireți este o localitate din Raionul Strășeni, Republica Moldova, situată în zona de centru a Republicii Moldova, la 17 km de municipiul Chișinău si la 9 km de orașul Strășeni.
Conform recensământului din anul 2014 populația era de 5.833 locuitori.

## Istoric
Situată într-un loc prielnic pentru trai, în apropierea apei, dosită de dealurile dimprejur, vatra satului a fost locuită încă din timpuri străvechi. În broșura sa „Monumente arheologice în raionul Strășeni”, arheologul I. Hâncu menționează existența unei așezări omenești pe locul unde se întâlnește Râpa Satului cu Râpa Cazacului, căruia astăzi i se zice „La Gura Cazacului”. După aceeași sursă, așezarea datează din secolul al IX-lea, înainte de Cristos, adică de circa 3.000 de ani.
Cercetătorul V. Nicu a descoperit o mărturisire de danie, datând cu 24 iunie 1593, în care se pomenește pentru prima dată de Sireți. În acest document, denumirea satului apare într-o formă diferită de cea actuală - Hărăți:
„Eu Gligor, Răul de Răspopi scrim și mărturisesc cu acest zapis al meu, cum mi-au dat parte de ocină a mea, din Răspopi, Zbere din Gioseni, pentru că m'au plătit de o datorie ce am rămas dator de niști miere, Cozma din Codrești, cu 2 poloboace de miere ce-am fostu luată dela Cozma, de pe ...[text lipsă]... mie Șira de ținutul Lăpușnei, ce mi-au dat un cal derept 15 taleri de mi'au plătit dela Cozma și eu i-am dat partea mea de ocină din Răspopi și din Hărăți, denainte pârcălabilor Mirei și Peche și Șoche și Drace și Proșde și Gliga și Toader și denainte la mulți omeni buni, în 7101 <1593> iunie 24.”
Denumirea Sireți apare pentru prima dată în Cartea de judecată a domnitorului Vasile Voievod (Vasile Lupu) la 10 mai 1641.
„1641 <7149> mai 10.

Carte domnului Vasilie Voevod prin cari și cuprindi că s-au pârât, înnainte domniei mele. Andronic cu toată sâmințănie din Sireți di Sus cu slugile domniei sale Văsian și Ștefan și alți săminții a lui pentru o părți de ocină din satul Porturești, ci esti pi Bâc, în ținut Orheiului, și, după urmare giudecății, Andronic au rămas din giudecată, iar Văsian și Ștefan să stăpânească parte din Porturești, pentru cari au și pus herăie arginți în vistierie domniei sale ca să nu mai pârască aciastă pricină în veci.”
Sireți era centru volostei omonime în județul Chișinău. La începutul secolului XX, Sireți avea peste 400 de case, cu o populație de circa 3.240 de suflete, țărani și răzeși. Țăranii posedau peste 25 1/2 desetine de pământ, iar răzeșii 1419 desetine. Afară de aceasta mai aveau proprietate funciară: domnul N. Godlevsky - 258 1/2 desetine, preotul Prodan - 64 3/4 desetine, răzeșul Vasile Catânsu - 3 desetine. Satul poseda o școală cu o clasă și o stație de cai de poștă.

## Aspecte geografice
În satul Sireți există mai multe obiective geografice: lacuri, râuri și dealuri. Principalele lacuri sunt, Lacul Sireți-Ghidighici, Lacul Bahna, Lacul lui Boaghi, Lacul Frigiderului, în majoritate situate în bazinul hidrografic al râului Sireți, cu excepția Lacului Sireți-Ghidighici, locul unde se varsă râul. Cea mai înaltă altitudine a locului este pe Dealul Sireților.

## Situația demografică
| Nationalitate    | Numar de Locuitori | % de Locuitori |
| ---------------- | ------------------ | -------------- |
| Moldoveni/Români | 5715               | 98.91          |
| Ucraineni        | 12                 | 0.21           |
| Rusi             | 38                 | 0.66           |
| Gagauzi          | 0                  | 0              |
| Bulgari          | 3                  | 0.05           |
| Evrei            | 0                  | 0              |
| Polonezi         | 0                  | 0              |
| Romi/Tigani      | 4                  | 0.07           |
| Altele           | 6                  | 0.1            |

### Satul Sireți - Evolutia numarului de locuitori in ultimii 100 ani:
| Anul | Numar de Locuitori | Sursa                                                            |
| ---- | ------------------ | ---------------------------------------------------------------- |
| 2014 | 5,883              | Conform recensământului din anul 2014                            |
| 1904 | 3.240              | Conform Dicționarului Geografic, al anului 1904 de Zamfir Arbore |

## Administrație și politică
Componența Consiliului local Sireți (15 consilieri), ales la 5 noiembrie 2023, este următoarea:
|  | Partid                                      | Consilieri | Componență | Componență | Componență | Componență | Componență | Componență | Componență | Componență | Componență | Componență | Componență | Componență |
|  | ------------------------------------------- | ---------- | ---------- | ---------- | ---------- | ---------- | ---------- | ---------- | ---------- | ---------- | ---------- | ---------- | ---------- | ---------- |
|  | Partidul Acțiune și Solidaritate            | 12         |            |            |            |            |            |            |            |            |            |            |            |            |
|  | Partidul Schimbării                         | 1          |            |            |            |            |            |            |            |            |            |            |            |            |
|  | Partidul Liberal Democrat din Moldova       | 1          |            |            |            |            |            |            |            |            |            |            |            |            |
|  | Partidul Comuniștilor din Republica Moldova | 1          |            |            |            |            |            |            |            |            |            |            |            |            |